# Banco Atlántida
El Banco Atlántida es uno de los bancos de la república de Honduras. En el año 2023 fue el banco más grande del país, por cantidad de activos.
Tiene una red de 186 agencias, 23 autobancos y más de 3,400 Agentes Atlántida.

## Historia
Fue fundado el 10 de febrero de 1913 en la ciudad de La Ceiba, Atlántida. Se creó debido a la necesidad de un banco que permitiera manejar las exportaciones de frutas a Estados Unidos. En sus primeros años, se encargaba de establecer el cambio oficial de divisas, función que actualmente cumple el Banco Central de Honduras.
En 1954, la oficina principal se trasladó de La Ceiba a Tegucigalpa
En 1970, fundó una agencia en San Pedro Sula y en 1975 abrió la primera en Tegucigalpa
En 2017, inició operaciones en El Salvador y en 2019 recibió autorización para abrir operaciones en Nicaragua.